# Les Saisons (ballet)
Les Saisons est un ballet allégorique de Marius Petipa en un acte et quatre tableaux, sur une musique d'Alexandre Glazounov (opus 67). Il a été composé en 1899 et présenté pour la première fois en 1900 par le ballet impérial du théâtre Mariinsky de Saint-Pétersbourg avec des décors de Piotr Lambine.

## Historique
La partition des Saisons devait au départ être composée par Riccardo Drigo qui était depuis 1886 directeur de la musique et chef d'orchestre du ballet des théâtres impériaux de Saint-Pétersbourg. Finalement, c'est son ami Glazounov qui est choisi, tandis que Drigo est chargé de la partition du ballet de Petipa Les Millions d'Arlequin, dont la première a lieu devant la cour le 10 février 1900. Celle des Saisons a lieu le 7 février, également devant la cour, au théâtre de l'Ermitage du palais d'Hiver, sous la direction musicale de Drigo, et la première publique a lieu le 13 février 1900 au Mariinsky.
Nicolas Legat reprend le spectacle en 1907 au Mariinsky, qui tient la scène épisodiquement jusqu'en 1927. Dans ses tournées, La Pavlova en présente une version abrégée.

## Principaux interprètes
- L'Hiver: Alexeï Boulgakov (1900); Nikolaï Soliannikov (1907)
- Le Givre: Anna Pavlova (1900); Agrippina Vaganova (1907)
- La Glace: Ioulia Sedova (1900); Elsa Will (1907)
- La Grêle: Vera Trefilova (1900); Lydia Kiakcht (1907)
- La Neige: L. Petipa (1900); Y. Ofitserova (1907)
- Zéphyr: Nicolas Legat (1900); Mikhaïl Oboukhov (1907)
- La Rose: Olga Preobrajenska (1900); Vera Trefilova (1907)
- L'Hirondelle: Varvara Rikhliakova (1900 et 1907)
- L'Esprit du maïs: Mathilde Kschessinska (1900); Olga Préobrajenska (1907)
- Le Faune: Mikhaïl Oboukhov (1900); Gueorgui Kiakcht (1907)
- Le Satyre: Alexandre Gorski (1900); Leonid Leontiev (1907)
- Le second satyre: Alexandre Chiraïev (1900); A. Matiatine (1907)
- Bacchus: Pavel Gerdt (1900); Samouil Andrianov (1907)
- La Bacchante: Marie Petipa (1900); Anna Pavlova (1907)

## Argument
- Premier tableau: Paysage d'hiver

L'Hiver est entouré de ses compagnons, le Givre, la Glace, la Grêle et la Neige qui s'amusent avec des flocons de neige. Un gnome fait son entrée et allume un feu qui fait disparaître l'assemblée.
- Deuxième tableau: Paysage fleuri

Le Printemps danse avec Zéphyr, les fées des fleurs, et les oiseaux enchantés, mais la chaleur du soleil les fait s'envoler ailleurs.
- Troisième tableau: Paysage de champs de blé

Les bleuets et les coquelicots se reposent sous le soleil brûlant, puis des naïades arrivent, apportant de l'eau, afin de rafraîchir la terre. L'Esprit du maïs danse pour rendre grâces. Des satyres et des faunes jouent de la flûte et s'apprêtent à enlever l'Esprit du maïs qui est sauvé par le souffle du Zéphyr.
- Quatrième tableau: Paysage d'automne

Les saisons prennent part à une danse d'ensemble, la fameuse « bacchanale d'automne », tandis que les feuilles tombant des arbres virevoltent sur la joyeuse assemblée.
- Apothéose:

Les constellations du ciel étincellent au-dessus de la terre.

## Structure
- N°1: Prélude

Tableau 1, L'Hiver
- N°2: Scène de l'Hiver
- N°3: Variation du Givre
- N°4: Variation de la Glace
- N°5: Variation de la Grêle
- N°6: Variation de la Neige
- N°7: Coda

Tableau 2, Le Printemps

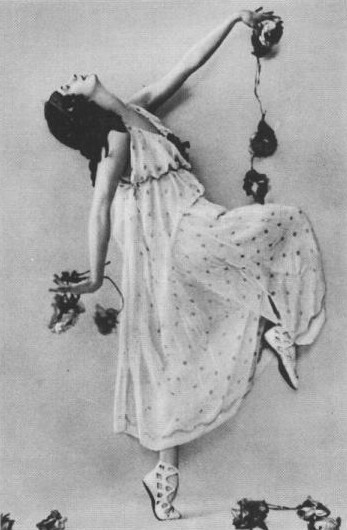
La Pavlova interprétant une bacchante des Saisons au Mariinsky

- N°8: Entrée du Printemps, Zéphyr, les fées des fleurs, les oiseaux et les fleurs

Tableau 3, L'Été
- N°9: Scène de l'Été
- N°10: Valse des bleuets et des coquelicots
- N°11: Barcarolle, entrée des naïades, des satyres et des faunes
- N°12: Variation de l'Esprit du maïs
- N°13: Coda

Tableau 4, L'Automne
- N°14: Grande bacchanale des Saisons
  - a) Entrée des Saisons
  - b) L'Hiver
  - c) Le Printemps
  - d) Bacchanale
  - e) L'Été
- N°15: Petit Adagio[5]
- N°16: Variation du satyre
- N°17: Coda générale

Apothéose
- N°18: Apothéose: La révélation des étoiles

## Discographie
- 1929, Alexandre Glazounov
- 1951, Roger Désormière, Orchestre national de France
- 1956, Albert Wolff, Orchestre de la Société des concerts du Conservatoire
- 1966, Ernest Ansermet, Orchestre de la Suisse romande
- 196?, Constantin Ivanov, Orchestre symphonique d'URSS
- 196?, Robert Irving, Concert Arts Orchestra
- 1978, Ievgueni Svetlanov, Philharmonia Orchestra
- 1987, Neeme Järvi, Scottish National Orchestra
- 1990, Vladimir Ashkenazy, Royal Philharmonic Orchestra (Decca)
- 1993, Edo de Waart, Minnesota Orchestra
- 1995, Alexander Anissimov, Orchestre Symphonique de Moscou (Naxos)